# Хосрой I (Партия)
Хосрой I (или Осрой) е владетел на Партия от династията на Арсакидите. Управлява около 109 – 129 г.

## Живот
Хосрой I вероятно би могъл да е брат или шурей на Пакор II. Не е ясно дали Хосрой I узурпира или наследява законно властта. През неговото царуване източните области на Партското царство се отделят под властта на Вологаз III, предполагаем син на Вологаз II. Междуособният конфликт между тях продължава през цялото управление на Хосрой I.
През управлението на Хосрой I се разразява голям военен конфликт между Партия и Римската империя, т.нар. Партска война на Траян (114 – 117 г.), повод за която е партската намеса в Армения. Със съгласието на римляните, през 110 г. Пакор II поставя своя син Аксидар за владетел на Армения. Аксидар управлява като римски клиент (васал), но през 113 г. Хосрой I го детронира без одобрението на римляните, и го заменя с Партамасир, друг от синовете на Пакор II. По този начин Хосрой I нарушава споразумението от Рандея, сключено половин век по-рано между император Нерон и Вологез I, след Римо-партска война 54-64. Тези действия дават на император Траян претекст за военна интервенция в Армения и Месопотамия.
През 114 – 117 г. император Траян предприема мащабен поход и първо окупира Армения, а след това и Месопотамия, които превръща в провинции. Главните градове Селевкия, Вавилон, Ктезифон и Суза попадат в ръцете на римляните. Хосрой I е принуден да избяга на изток, докато Траян пленява семейството и трона му, на който поставя своето протеже Партамаспат.
След смъртта на Траян римляните се оттеглят и Хосрой успява да възстанови властта си в Месопотамия. През 123 г. е сключен мир с Рим. Наследен от брат си Митридат IV (Партия).